# Cloyes-sur-le-Loir

Cloyes-sur-le-Loir este o comună în departamentul Eure-et-Loir, Franța. În 1 ianuarie 2018 avea o populație de 2.690 de locuitori.